# Apor család (zaláni)
A zaláni Apor család egy ősrégi evangélikus vallású erdélyi nemesi família, amelynek közös eredete van a bárói/grófi altorjai Apor családdal. A zaláni Apor családnak a székely társadalmon belül primori rangja volt.

## A család története
A zaláni ág a 17. században a Thököly-féle felkelés után szakadt el az altorjai törzstől; az 1690-ben zajlott zernyesti csatában elesett altorjai Aporok egyikének kiskorú utóda került Zalánba. Az ő házasságából Székely Judittal származik a zaláni Apor család. - ők a "zaláni" nemesi előnevet használják. Apor Ferenc és Székely Judit fia, Apor Pál, akinek a fia, Apor Ferenc, procurator. Ennek a zaláni Apor Ferencnek két fiú gyermeke volt; ők alapították a család két ágát: Apor Ferenc és Apor István.

### Ferenc ága
Zalán Apor Ferenc fia, Sámuel fia, Apor Károly, zaláni földbirtokos volt. Az evangélikus vallású zaláni Apor Károly és László Franciska frigyéből két fiúgyermek született: Apor András és Apor Albert. A legidősebb, Apor András (1839–†?), földbirtokos, feleségül vette kézdi-albisi Bakcsy Polixéniát (1842–1913), kézdi-albisi Bakcsy Dániel, földbirtokos és albisi Bor Klára leányát. Apor András és Bakcsy Polixénia házasságából 4 gyermek született: zaláni Apor Vilma, akinek a férje Ditrói József (1847–1904), mérnök, a kolozsvári mértékhitelesítő hivatal főnöke, zaláni Apor Sándor (1886-1920), akinek a neje Fiala Erzsébet, Apor Berta és Apor Andor.
Apor Károly és László Franciska másik fia, zaláni Apor Albert (1836–1902), zaláni földbirtokos, körjegyző és törvényhatósági bizottsági tag. Hitvese a református nemesi származású gidofalvi Gidofalvy Klára (1839–1904) asszony, akinek a szülei Gidofalvy István, földbirtokos és László Zsófia voltak. Apor Albert és Gidofalvy Klára frigyéből született: az egyik a pártában maradt Apor Ilona kisasszony, a másik zaláni Apor Ferenc, zaláni és kálnoki földbirtokos, aki tovább vitte a családot. Apor Ferenc elvette Téglás Máriát, aki nyolc gyermeket hozott világra. Apor Ferenc és Téglás Mária gyermekei közül: Apor Károly, ifjabb Apor Ferenc, Apor Albert, Apor Klára, Apor Mária, Székely Sándor hitvese, Apor Ilona, Hoffelder Kálmán neje, és Apor László (1896–1982). Apor László Zalánban, 1924. február  27-én feleségül vette Kardos Ágnes (1904–1987) kisasszonyt.  Apor László és Kardos Ágnes frigyéből négy leánygyermek született.

### István ága
Apor István hitvese, albisi Bod Anna volt, akitől egy gyermek született: zaláni Apor Pál, albisi földbirtokos. Az ősbirtoktól elszakadt zaláni Apor Pál feleségül vette gidófalvy Gidófaly Zsófia kisasszonyt, aki két gyermeket hozott világra. Apor Pál és Gidófalvy Zsófia fia, zaláni Apor József (†1846), vármegyei hites esküdt, akinek a neje küküllőfalvi Lukácsffy Flóra volt.